# Radonja
Radonja är ett vattendrag i Kroatien. Det ligger i den centrala delen av landet, 50 km sydväst om huvudstaden Zagreb.